# Cyborgs (Ucrania)

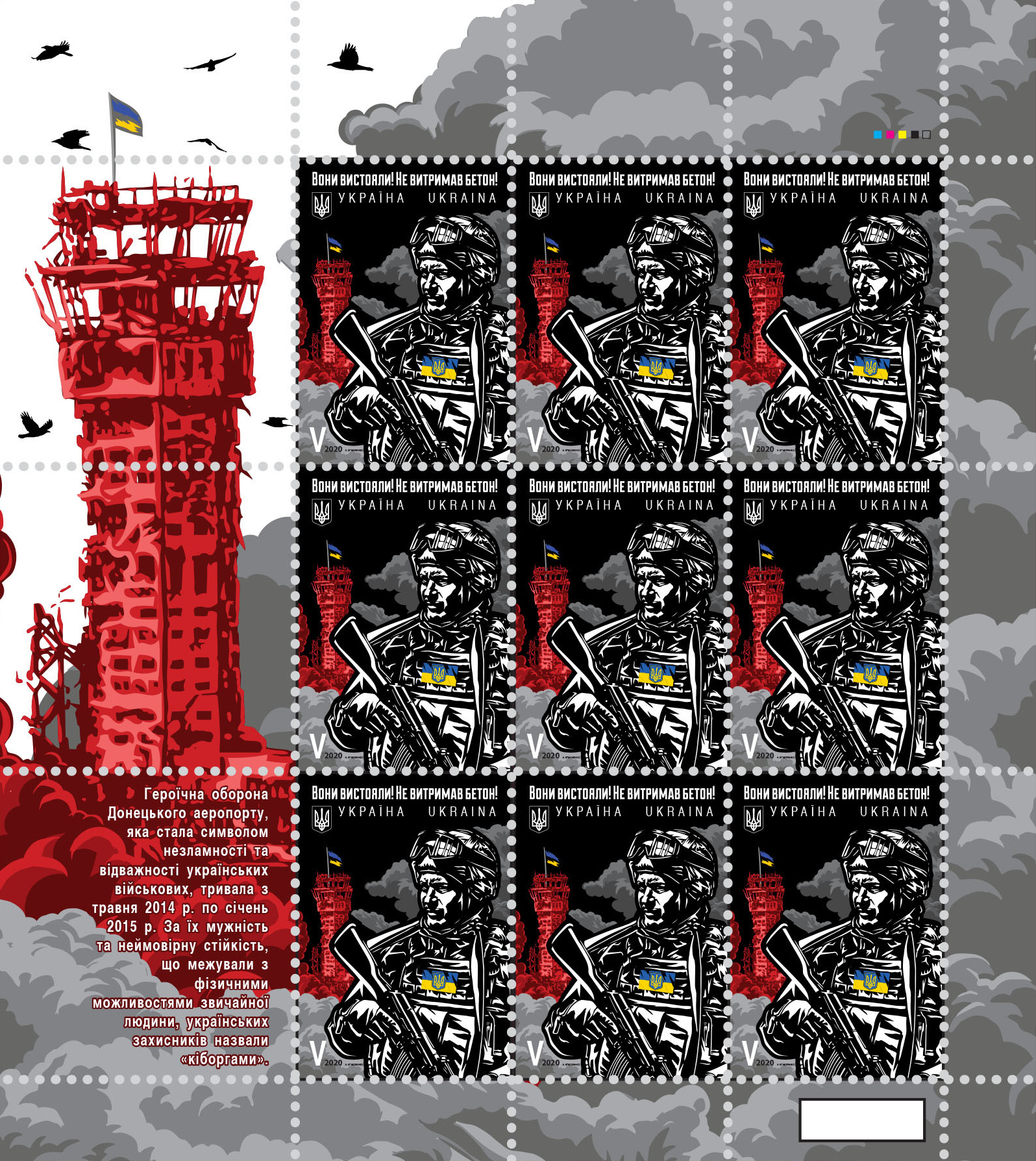
Estampillas que muestran a los cyborgs ucranianos.

Se denomina cyborgs a los voluntarios ucranianos que participaron en la segunda batalla para la defensa del Aeropuerto Internacional de Donetsk durante la Guerra del Donbás.

## Desarrollo

### Origen lingüístico
El concepto de ciencia ficción cyborg (o cíborg) refiere a un organismo biológico que contiene partes mecánicas o electrónicas, que reemplazan o complementan los cuerpos. Los cyborgs se describen como personas con capacidades físicas o mentales aumentadas artificialmente, por ejemplo tienen armas incorporadas.

### Uso

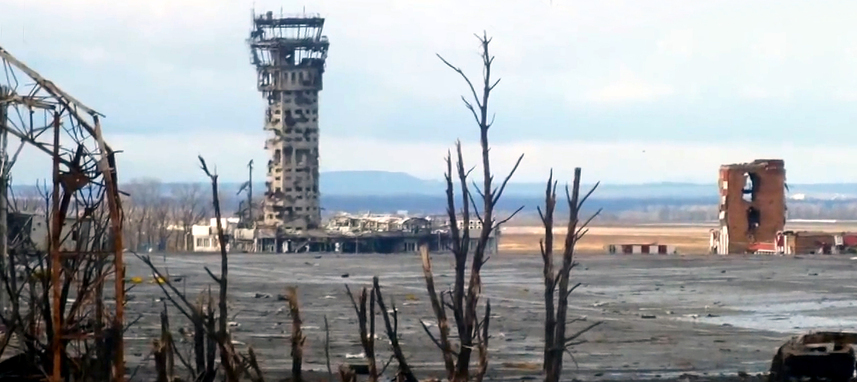
Ruinas del aeropuerto, 24 de diciembre de 2014.

La palabra cyborg para hacer referencia a los defensores del aeropuerto de Donetsk fue utilizada por primera vez en septiembre de 2014 por un militante prorruso desconocido. Él trató de explicar por qué las mejores unidades de los insurgentes separatistas asociados con la República Popular de Donetsk no podían vencer a varias docenas de soldados ucranianos mal armados.
Este significado está incluido en los diccionarios de lengua ucraniana y la palabra misma fue recogida en la versión web como la palabra del año 2014. El Presidente de Ucrania, Petró Poroshenko, apareció con ellos en un video mensaje para la celebración del año nuevo en 2015.
Luego este nombre pasó a los defensores del aeropuerto de Luhansk.

## Batalla del Aeropuerto de Donetsk
En la lucha por el Aeropuerto de Donetsk cercano de Pisky participaron para el gobierno de Ucrania, los combatientes del tercero regimiento separado, de regimientos automóviles 79, 80, 81, 95, de brigada mecanizada separada 93, de brigada de infantería motorizada 57, de batallones 90 y 74, soldados del regimiento "Dnipro-1", soldados del Cuerpo de Voluntarios de Ucrania y de otras formaciones.
El número total de militares ucranianos involucrados en operaciones en el aeropuerto es difícil de establecer, pero hay el número de muertos: 100 soldados, incluidos 4 desaparecidos. Además de los muertos, hay información sobre 300 heridos.

## Honores
El 16 de enero fue asignado en Ucrania como el día de la memoria de los defensores del Aeropuerto de Donetsk, establecido por iniciativa de los propios cyborgs. Los eventos funerarios y conmemorativos tienen lugar en este día, incluso con la participación de altos funcionarios del Estado ucraniano.
6 cyborgs recibieron el título de Héroe de Ucrania. 

## Impacto cultural
En cultura popular ucraniana y mundial el tema de cyborgs tuvo desarrollo en unas películas, libros (entre otros poema "Aeropuerto de Donetsk" de Vladimir Tymchuk, novela "Aeropuerto" de Sergei Loik), numerosas exposiciones de fotos, arte y libros.